# سرگئی آلیموف
سرگئی الکساندروویچ آلیموف (روسی: Сергей Александрович Алимов؛ زادهٔ ۲۵ آوریل ۱۹۳۸ - ۱۷ دسامبر ۲۰۱۹) اَنیماتور، کارگردان انیمیشن و هنرمند گرافیک اهل اتحاد جماهیر شوروی سوسیالیستی بود.
او استاد مؤسسه سینمایی گراسیموف بود و پیش‌تر از اعضای آکادمی هنر اتحاد جماهیر شوروی سوسیالیستی بوده است.
وی بابت آثارش برندهٔ جوایز گوناگونی از جمله جایزه نیکا شد.
از فیلم‌ها یا مجموعه‌های تلویزیونی که وی در آن‌ها نقش داشت می‌توان به بانی‌فیکس به تعطیلات می‌رود اشاره نمود.